# Distrikt Pucacolpa
Der Distrikt Pucacolpa liegt in der Provinz Huanta in der Region Ayacucho in Südzentral-Peru. Der Distrikt wurde am 7. April 2015 aus Teilen des Distrikts Ayahuanco gebildet. Er besitzt eine Fläche von 716 km². Beim Zensus 2017 wurden 3306 Einwohner gezählt. Sitz der Distriktverwaltung ist die 3306 m hoch gelegene Ortschaft Huallhua mit 554 Einwohnern (Stand 2017). Huallhua liegt knapp 65 km nordnordwestlich der Provinzhauptstadt Huanta.

## Geographische Lage
Der Distrikt Pucacolpa liegt im Andenhochland im äußersten Nordwesten der Provinz Huanta. Der Río Mantaro bildet im Südwesten sowie im Nordosten die Distriktgrenze.
Der Distrikt Pucacolpa grenzt im Südwesten an die Distrikte Pachamarca und Chinchihuasi (beide in der Provinz Churcampa), im Nordwesten und im Norden an die Distrikte Andaymarca, Roble und Tintay Puncu (alle drei in der Provinz Tayacaja), im Nordosten an den Distrikt Vizcatán del Ene (Provinz Satipo), im Osten an den Distrikt Canayre, im äußersten Südosten an den Distrikt Llochegua sowie im Südosten an den Distrikt Ayahuanco.

## Ortschaften
Im Distrikt gibt es neben dem Hauptort folgende größere Ortschaften:
- Chachaspata (245 Einwohner)
- Llactapata (229 Einwohner)
- Pocacolpa (230 Einwohner)